# 브리 터너
브리 터너(Bree Turner, 1977년 3월 10일 ~ )는 미국의 배우이다.

## 출연 작품

### 영화
- 내 이름은 던스턴 (1996)
- 내 남자친구의 결혼식 (1997)
- 오스틴 파워 (1999)
- 듀스 비갈로 (1999)
- 쉬즈 올 댓 (1999)
- 조는 못말려 (2001)
- 아메리칸 파이 2 (2001)
- 웨딩 플래너 (2001)
- 브링 잇 온 2 (2004)
- The TV Set (2006)
- 행운을 돌려줘 (2006)
- 파이어하우스 독 (2007)
- Animated American (2008) - 단편
- The Year of Getting to Know Us (2008)
- 어글리 트루스 (2009)
- Identity (2011)
- Take Me Home (2011)
- Jewtopia (2012)
- 스매쉬드 (2012, Smashed)
- 펀칭백 (2017)

### 텔레비전
- 콜드 케이스 (2003)
- 마스터즈 오브 호러 (2005) - 마운틴 로드("Incident On and Off a Mountain Road") 편
- 그림 형제 (2012-17)